# Ед-Діванія
Ед-Діванія (араб. ٱلدِّيوَانِيَّة ad-Dīwānīyah) — місто в Іраку. Адміністративний центр мухафази Кадісія. У 2007 році населення становило приблизно 333 000 жителів. Ед-Діванія розташована в районі, який часто вважають найродючішим у всьому Іраку. Євфрат омиває територію навколо Ед-Діванії. Через місто проходить залізнична лінія з Багдада в Басру. Різноманітність видів птахів в районі Ед-Діванія дуже велика. Це пов’язано з великою кількістю місць існування в середовищі Ед-Діванія, яке складається з великих площ орних земель, боліт і напівпустель.

## Клімат
| Клімат Ед-Діванія       | Клімат Ед-Діванія | Клімат Ед-Діванія | Клімат Ед-Діванія | Клімат Ед-Діванія | Клімат Ед-Діванія | Клімат Ед-Діванія | Клімат Ед-Діванія | Клімат Ед-Діванія | Клімат Ед-Діванія | Клімат Ед-Діванія | Клімат Ед-Діванія | Клімат Ед-Діванія | Клімат Ед-Діванія |
| Показник                | Січ.              | Лют.              | Бер.              | Квіт.             | Трав.             | Черв.             | Лип.              | Серп.             | Вер.              | Жовт.             | Лист.             | Груд.             |                   |
| Середній максимум, °C   | 16,9              | 19,6              | 24,2              | 29,8              | 34,7              | 40,9              | 42,5              | 42,8              | 39,9              | 34,3              | 25,4              | 18,4              |                   |
| Середня температура, °C | 10,5              | 12,8              | 16,9              | 22,2              | 27,5              | 32,1              | 33,5              | 33,3              | 30,2              | 25,1              | 17,9              | 12,1              |                   |
| Середній мінімум, °C    | 4,1               | 6,0               | 9,7               | 14,7              | 20,3              | 23,4              | 24,6              | 23,8              | 20,6              | 16,0              | 10,5              | 5,9               |                   |
| Норма опадів, мм        | 21                | 15                | 16                | 18                | 7                 | 0                 | 0                 | 0                 | 0                 | 2                 | 15                | 23                |                   |
| ----------------------- | ----------------- | ----------------- | ----------------- | ----------------- | ----------------- | ----------------- | ----------------- | ----------------- | ----------------- | ----------------- | ----------------- | ----------------- | ----------------- |